# Midinci
Midinci (macedónul: Мидинци) település Észak-Macedóniában, a Délnyugati körzet Kicsevói járásában.

## Népesség
| Lakosok száma | 156  | 166  | 159  | 132  | 81   | 54   | 47   | 33   | 60   |
|               | 1948 | 1953 | 1961 | 1971 | 1981 | 1991 | 1994 | 2002 | 2021 |

2002-ben 33 lakosa volt, akik közül 31 macedón és 2 egyéb nemzetiségű.